# ملكة جمال أمريكا 2014
مسابقة ملكة جمال أمريكا 2014  هي مسابقة ملكة جمال أمريكا رقم السابعة والثمانين في تاريخ مسابة ملكة جمال أمريكا، عقدت في قاعة بورد ووك في أتلانتيك سيتي، نيو جيرسي في نهاية الحدث في 15 سبتمبر 2013 ، توجت ملكة جمال نيويورك نينا دافولوري ، من قبل حاملة اللقب السابقة مالوري هاجان، التي عملت ملكة جمال أمريكا حتى 14 سبتمبر 2014.

## النتائج

### المراكز النهائية
| النتائج النهائية      | اسم المتنافسة |
| --------------------- | --- |
| ملكة جمال أمريكا 2014 | - نيويورك - نينا دافولوري                                                                                                |
| الوصيفة الأولى        | - كاليفورنيا - كريستال لي                                                                                                |
| الوصيفة الثانية       | - أوكلاهوما - كيلسي غريسوولد                                                                                             |
| الوصيفة الثالثة       | - فلوريدا - ميرهاندا جونز                                                                                                |
| الوصيفة الرابعة       | - مينيسوتا - ريبيكا يه                                                                                                   |
| أفضل 10               | - كونيتيكت - كايتلين تاربي - جورجيا - كارلي ماتيس - كانساس - تيريزا فيل* - ماريلاند - كريستينا ديني - تكساس - ايفانا هال |
| أفضل 12               | - ميزوري - شيلبي رينغدل - ويسكونسن - بولا ماي كويبر                                                                      |
| أفضل 15               | - أركنساس - ايمي كرين - كنتاكي - جينا داي - ميسيسيبي - تشيلسي ريك                                                        |

* - اختيار أمريكا